# Solms-laubachia platycarpa
Solms-laubachia platycarpa là một loài thực vật có hoa trong họ Cải. Loài này được (Hook. f. & Thomson) Botsch. miêu tả khoa học đầu tiên năm 1955.